# Ремизов, Виктор Владимирович
Виктор Владимирович Ремизов (род. 17 октября 1958, Саратов, РСФСР) — прозаик, писатель. финалист премии «Русский Букер» (2014), финалист «Большой книги» (2014), лауреат премии Книга года (2021), лауреат "Большой книги" (2021)

## Биография
Родился 17 октября 1958 года в Саратове. Окончил  Саратовский геологоразведочный техникум в 1976 году. Один сезон работал геодезистом в экспедиции на Ангаре. После службы в армии, в 1985 году, окончил отделение русского языка и литературы филологического факультета Московского государственного университета. После университета два года преподавал русский язык и литературу в московской школе № 31 и потом больше 20 лет работал в журналистике. Много путешествует, объехал всю Россию, побывал во многих удаленных и труднодоступных местах. Сплавляется по горно-таежным рекам, в том числе в одиночестве. Первые рассказы были написаны в 1985-86 годах, но автор не посчитал нужным их печатать. Первые публикации вышли в 2007 году в журналах "Новый мир" и "Октябрь". Романы Виктора Ремизова переведены на французский, немецкий, румынский, болгарский, македонский и арабский языки.
Живёт в Москве. Жена —  Татьяна Риччо, филолог, переводчик. Сыновья Сергей Ремизов, Степан Ремизов.

## Отзывы
Писатель Петр Алешковский о романе "Вечная мерзлота":
"Роман Ремизова не идеологическая скороспелка: автор сумел погрузить читателя в пространство прошлого, выписанное с такой дотошностью и тщательностью, что, увлекшись сюжетом, ощущаешь себя там — на густонаселенной стройке, среди потрясающей природы, в тайге и тундре (которую автор знает не по книгам), в лагерном лагпункте, в пыточном подвале НКВД, в поселковом ресторане на встрече Нового года, в школе, в казахском ауле, в землянках, где ютятся брошенные на произвол стихии ссыльнопоселенцы… В книге много советского пафоса тех лет, лозунги, кумачовые плакаты, партсобрания, но нет ни грамма авторского пафоса. Писатель ведет читателя за собой уверенно, как его молодой капитан, справляющийся с бурным характером таежной реки, по которой поднимается его трехсотсильный паровой буксир «Полярный»..."
Литературовед Кирилл Анкудинов так сказал об одной из первых повестей Виктора Ремизова:
"Одинокое путешествие на грани зимы" Виктора Ремизова — радует единством формы и содержания. Пятидесятилетний отец семейства Иван Ефимов сплавляется по сибирской реке, высаживается на берег, ставит палатку, разводит костерок, вспоминает жену, детей, друзей, прежние походы. На тридцать страниц считаные сильные впечатления — медведи, лоси да глухари. А так… лодка плывёт, вода течёт, костёр горит, дождик шепчет, комарики звенят, мысли струятся. Всё неторопливо, неброско, неярко, медитативно, седативно. Проза в старинном стиле — аристократичная и на любителя-флегматика с запасом свободного времени (мне повезло: я — из флегматиков, ремизовская медитация пришлась по моей душе).

## Награды и премии
- 2014 — Финалист литературной премии «Большая книга», «За открытый взгляд на современные общественные конфликты»[3];
- 2014 — финалист литературной премии «Русский Букер»,
- 2021 — Лауреат литературной премии «Большая книга», 3-я премия  (роман «Вечная мерзлота»)[4].
- 2021 — Лауреат премии «Книга года» в номинации «Проза года» (роман «Вечная мерзлота»)